# Nigeria International
Die Nigeria International sind im Badminton offene internationale Meisterschaften von Nigeria. Sie werden seit den 1970er Jahren ausgetragen und sind neben den Afrikameisterschaften und Afrikaspielen eine der bedeutendsten Meisterschaften Afrikas. Eine ähnliche Tradition und Bedeutung haben in Afrika nur noch die Kenya International, Mauritius International und die South Africa International. Nigeria ist traditionell eine Hochburg im afrikanischen Badminton.

## Turniergewinner
| Saison    | Herreneinzel      | Dameneinzel         | Herrendoppel                   | Damendoppel                                       | Mixed                                |
| --------- | ----------------- | ------------------- | ------------------------------ | ------------------------------------------------- | ------------------------------------ |
| 1977 1982 | keine Daten       | keine Daten         | keine Daten                    | keine Daten                                       | keine Daten                          |
| 1983      | Samson Egbeyemi   | Grace Edwards       | Babatunde Badiru Olusesan      | Grace Edwards Bukola Bakreen                      | Samson Egbeyemi Grace Edwards        |
| 1995      | Danjuma Fatauchi  | Obiageli Olorunsola | Danjuma Fatauchi Agarawu Tunde | Obiageli Olorunsola Olamide Toyin Adebayo         | Obiageli Olorunsola Kayode Akinsanya |
| 1996 2001 | nicht ausgetragen | nicht ausgetragen   | nicht ausgetragen              | nicht ausgetragen                                 | nicht ausgetragen                    |
| 2002      | Sho Sasaki        | Grace Daniel        | Shoji Sato Yuichi Ikeda        | nicht ausgetragen                                 | nicht ausgetragen                    |
| 2003      | Sho Sasaki        | Anna Rice           | Matthew Hughes Martyn Lewis    | Felicity Gallup Joanne Muggeridge                 | Matthew Hughes Joanne Muggeridge     |
| 2004 2007 | nicht ausgetragen | nicht ausgetragen   | nicht ausgetragen              | nicht ausgetragen                                 | nicht ausgetragen                    |
| 2008      | Alexandre Paixão  | Xu Bingxin          | Ola Fagbemi Jinkan Ifraimu     | nicht ausgetragen                                 | Greg Orobosa Okuonghae Grace Daniel  |
| 2009 2012 | nicht ausgetragen | nicht ausgetragen   | nicht ausgetragen              | nicht ausgetragen                                 | nicht ausgetragen                    |
| 2013      | Jinkan Ifraimu    | Fatima Azeez        | Jinkan Ifraimu Ola Fagbemi     | Augustina Ebhomien Sunday Uchechukwu Deborah Ukeh | Ola Fagbemi Dorcas Ajoke Adesokan    |
| 2014      | Edwin Ekiring     | Nicole Schaller     | Jinkan Ifraimu Ola Fagbemi     | Shamim Bangi Hadia Hosny                          | Jinkan Ifraimu Susan Ideh            |
| 2015      | Howard Shu        | Grace Gabriel       | Emre Vural Sinan Zorlu         | Cemre Fere Ebru Yazgan                            | Olorunfemi Elewa Susan Ideh          |
| 2016 2024 | nicht ausgetragen | nicht ausgetragen   | nicht ausgetragen              | nicht ausgetragen                                 | nicht ausgetragen                    |